# Der Wald (Oper)
Der Wald ist eine Oper der britischen Komponistin Ethel Smyth von 1902, die auch das deutsche Libretto geschrieben hat. Sie selbst bezeichnete das einaktige Stück als Musikdrama, tatsächlich aber stellt es eher eine Mischung aus Musikdrama und typischer deutscher Romantischer Oper mit Prolog und Epilog dar. Es wurde am 9. April 1902 an der Hofoper Berlin uraufgeführt.
Das spätromantische Werk führt in die Welt der Naturmystik. Die Zeit des Geschehens ist das Mittelalter. Die Herrin des Waldes begehrt einen jungen Holzfäller und treibt ihn mit ihrem Verlangen ins Unglück. Verbunden wird das Drama mit starker Gesellschaftskritik, in der die Hierarchien auf den Kopf gestellt werden.
Der Wald ist, so wie auch die anderen beiden frühen Opern von Ethel Smyth, Fantasio und The Wreckers, noch ganz der Romantik verhaftet. An einigen Stellen könnte man es für ein Werk Robert Schumanns oder von Johannes Brahms halten.

## Aufführungsgeschichte
Der Wald ist nach Fantasio die zweite Oper der Komponistin. Dass sie das Libretto in deutscher Sprache verfasste, liegt nach Auffassung von John Yohalem von der Metropolitan Opera an Smyths Absicht, auch dieses Werk wieder an deutschen Häusern zu Gehör zu bringen. Nach dem Ersterfolg bei der Premiere 1898 in Weimar konnte sie trotz der feindseligen deutsch-britischen Stimmung infolge des Burenkriegs wieder einen Erfolg vermelden. Das Werk fand in Deutschland keine rechte Zustimmung und wurde im Juli 1902 auch in London am Royal Opera House in England erstaufgeführt. Mit der im März des folgenden Jahres stattfindenden Premiere an der Metropolitan Opera in New York stand dort zum ersten Mal das Werk einer Frau auf der Bühne. (Erst über 100 Jahre später sollte wieder eine Oper einer Frau hier aufgeführt werden – Kaija Saariahos Oper L'Amour de loin im Jahr 2016). Die Kritiken in der neuen Welt waren überaus positiv. So schrieb beispielsweise die New Yorker World am 12. März 1903:

“After an hour of ultra-modern music, strident, formless, passionate music that stirred the blood with clangor of brass, the shrieks of strings, the plaint of wood winds and disdained to woo the senses with flower-soft melodic phrase, the audience at the Metropolitan Opera House clamored for the composer and held its breath when she appeared. A fragile creature, feminine to her fingertips in rather old-fashioned gown of black silk, red roses in her dark hair and a courtesy like grandmother used to make… She was Ethel M. Smyth, a young Englishwoman, whose one-act opera, Der Wald, had just received its first American presentation….”

„Nach einer Stunde ultra-moderner, schriller, formloser, leidenschaftlicher Musik, die das Blut mit Messing-Klängen gerührt und mit Streicher-Schreien erschreckt hatte, in der die Klage der Holzbläser und Blumen-milde, melodische Phrase die verschmähten Sinne geworben haben, reagierte das Publikum im Metropolitan Opera House lautstark für die Komponistin und hielt den Atem an, als sie erschien. Ein fragiles Wesen, feminin bis in die Fingerspitzen in eher altmodischem Kleid aus schwarzer Seide, mit roten Rosen in ihrem dunklen Haar und einer Höflichkeit, wie Großmutter es machte … Sie war Ethel M. Smyth, eine junge Engländerin, deren Einakter, Der Wald, gerade seine erste amerikanische Präsentation erhalten hatte. …“

An anderer Stelle hieß es:

„Die Sänger wurden immer wieder vor den Vorhang gerufen, und Miss Smyth hatte eine Ovation von nahezu zehn Minuten … Sie ertrank fast in Blumen… Miss Smyths Musik gehört entschieden der deutschen Schule an. Sie zeigt den Einfluß Wagners, imitiert ihn aber in keiner Weise…“

Die Oper Wuppertal zeigte das Werk 2024 zusammen mit Arnold Schönbergs Monodram Erwartung in einer Inszenierung von Manuel Schmitt unter der musikalischen Leitung von Patrick Hahn.